# باشگاه فوتبال بوکا جونیورز

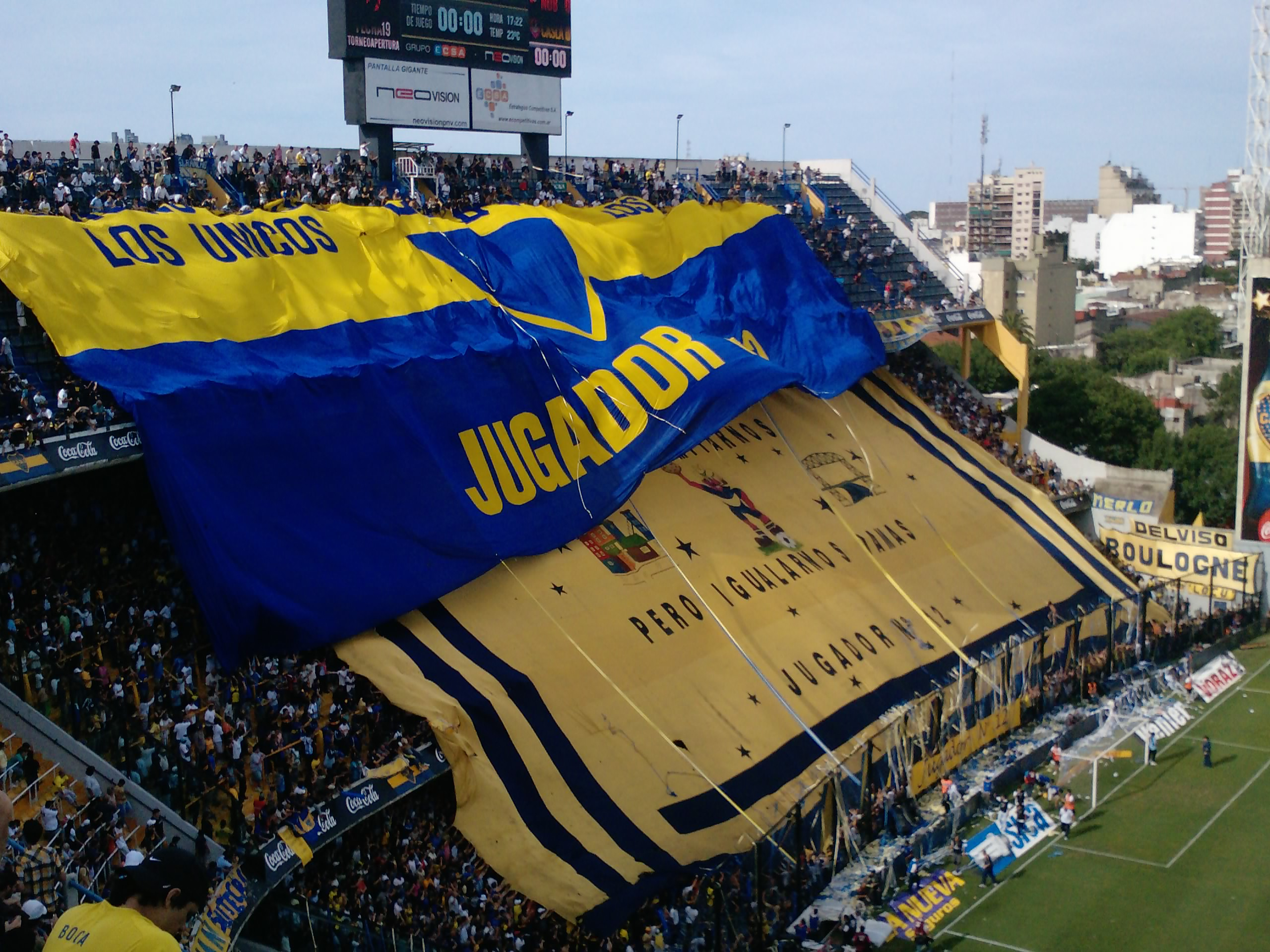

باشگاه ورزشی بوکا جونیورز (به اسپانیایی: Club Atlético Boca Juniors) نام باشگاه حرفه‌ای فوتبال آرژانتینی است.
این باشگاه یکی از مهم‌ترین باشگاه‌های آمریکای جنوبی است که بازیکنان بزرگی همچون دیگو مارادونا، خوان رومان ریکلمه و کارلوس توس، گابریل باتیستوتا، ادینسون کاوانی سابقه بازی در آن را در کارنامه خود دارد.
رقیب سنتی این باشگاه در کشور آرژانتین ریور پلاته و بازی این دو تیم به سوپر کلاسیکو مشهور است. ریور پلاته و بوکا جونیورز از بزرگ‌ترین باشگاه‌های کشور آرژانتین هستند و بیش از نیمی از طرفداران فوتبال در این کشور هوادار این دو تیم هستند. سوپر کلاسیکو به خاطر رقابت فشرده بین این دو تیم در فهرست بی‌بی‌سی از داربی‌های بزرگ جهان جزء یکی از معروف‌ترین داربی‌ها شناخته و معرفی شده و همچنین نشریهٔ آبزرور تماشای این بازی را اولین مورد از ۵۰ کار ورزشی که قبل از مرگ باید انجام داد عنوان کرده‌است.

## افتخارات

### داخلی

#### لیگ
- لیگ برتر فوتبال آرژانتین (۳۵): ۱۹۱۹, ۱۹۲۰, ۱۹۲۳, ۱۹۲۴, ۱۹۲۶, ۱۹۳۰, ۱۹۳۱ LAF, ۱۹۳۴ LAF, ۱۹۳۵, ۱۹۴۰, ۱۹۴۳, ۱۹۴۴, ۱۹۵۴, ۱۹۶۲, ۱۹۶۴, ۱۹۶۵, ۱۹۶۹ Nacional, ۱۹۷۰ Nacional, ۱۹۷۶ Metropolitano, ۱۹۷۶ Nacional, ۱۹۸۱ Metropolitano, ۱۹۹۲ Apertura, ۱۹۹۸ Apertura, ۱۹۹۹ Clausura, ۲۰۰۰ Apertura, ۲۰۰۳ Apertura, ۲۰۰۵ Apertura, ۲۰۰۶ Clausura, ۲۰۰۸ Apertura, ۲۰۱۱ Apertura, ۲۰۱۵, ۲۰۱۶–۱۷, ۲۰۱۷–۱۸, ۲۰۱۹–۲۰, ۲۰۲۲

#### جام
- جام حذفی فوتبال آرژانتین (۴): ۱۹۶۹، ۲۰۱۲، ۲۰۱۵، ۲۰-۲۰۱۹
- سوپر جام فوتبال آرژانتین (۲): ۲۰۱۸، ۲۰۲۲
- جام لیگ حرفه‌ای آرژانتین (۲): ۲۰۲۰، ۲۰۲۲

### بین‌المللی
- جام بین قاره‌ای (۳): ۱۹۷۷، ۲۰۰۰، ۲۰۰۳
- جام لیبرتادورس (۶): ۱۹۷۷، ۱۹۷۸، ۲۰۰۰، ۲۰۰۱، ۲۰۰۳، ۲۰۰۷
- جام سودامریکانا (۲): ۲۰۰۴، ۲۰۰۵
- رکوپا سودامریکانا (۴): ۱۹۹۰، ۲۰۰۵، ۲۰۰۶، ۲۰۰۸
- سوپرکوپا لیبرتادورس (۱): ۱۹۸۹
- جام طلا (۱): ۱۹۹۳
- کوپا مستر د سوپرکوپا (۱): ۱۹۹۲